# Wheeler Army Airfield
Wheeler Army Airfield es un lugar designado por el censo ubicado en el condado de Honolulu en el estado estadounidense de Hawái.

## Geografía
Wheeler Army Airfield se encuentra ubicado en las coordenadas 21°29′5″N 158°2′23″O / 21.48472, -158.03972.

## Demografía
Según la Oficina del Censo en 2000 los ingresos medios por hogar en la localidad eran de $32.485, y los ingresos medios por familia eran $32.264. Los hombres tenían unos ingresos medios de $22.961 frente a los $22.151 para las mujeres. La renta per cápita para la localidad era de $12.364. Alrededor del 7,9% de la población estaba por debajo del umbral de pobreza.